# 姫塚古墳 (飯田市)
姫塚古墳（ひめづかこふん）は、長野県飯田市松尾上溝（まつおあげみぞ）にある古墳。形状は前方後円墳。飯田古墳群（うち松尾単位群）を構成する古墳の1つ。国の史跡に指定されている（史跡「飯田古墳群」のうち）。

## 概要
長野県南部、天竜川支流の松川南岸の舌状段丘北端部（標高422メートル）に築造された古墳である。現在までに宅地・田地利用によって墳丘裾部は削平されているほか、墳丘上には祠が祀られる。これまでに石室実測調査が実施されているが、発掘調査は実施されていない。
墳形は前方後円形で、前方部を南西方向に向ける。埋葬施設は片袖式の横穴式石室で、南方向に開口する。墳丘外表からは須恵器片が出土している。また墳丘周囲には幅7.5メートルの周溝（盾形か）が巡らされる。石室全長4.2メートル以上を測る小型の石室であるが、石室内面には赤色顔料の塗布が顕著に認められる。石室内の副葬品は詳らかでないが、江戸時代に前方部から七鈴鏡が出土したという。築造時期は古墳時代後期の6世紀前半（または6世紀初頭）頃と推定される。
古墳域は2016年（平成28年）に国の史跡に指定されている（史跡「飯田古墳群」のうち）。

## 遺跡歴
- 享保年間（1716-1736年）以前、前方部から七鈴鏡の出土（現在は個人蔵）[2]。
- 1983・1984年（昭和58・59年）、石室実測調査（白石太一郎ら、1988年に報告）。
- 2016年（平成28年）10月3日、国の史跡に指定（史跡「飯田古墳群」のうち）。
- 2019-2020年度（令和元-2年度）、範囲確認調査（飯田市教育委員会、2023年に報告）[1]。

## 墳丘

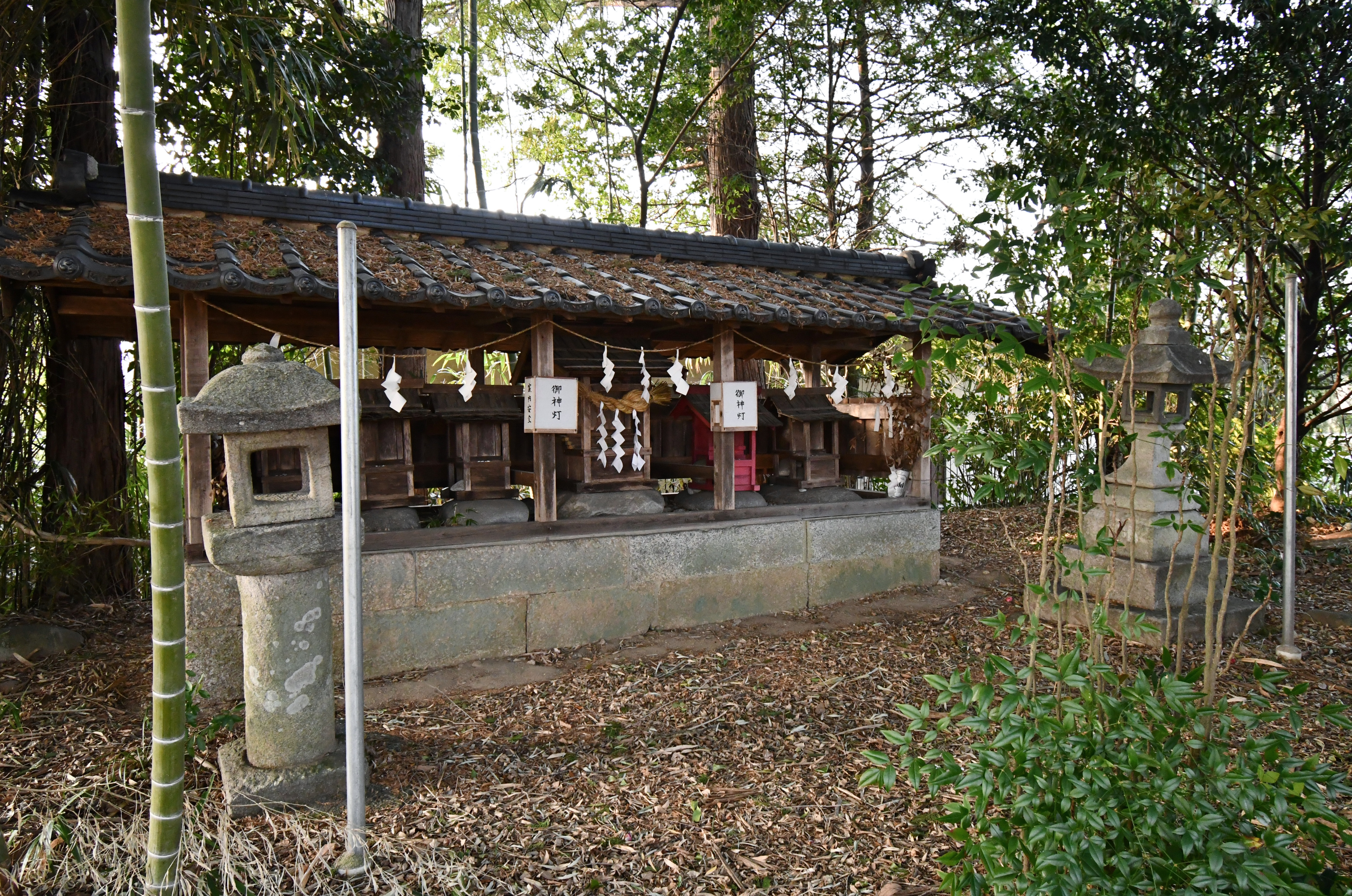
後円部墳頂の祠

墳丘の規模は次の通り。
- 墳丘長：40メートル（推定復元50メートル以上[1]）
- 後円部
  - 直径：23.6メートル
  - 高さ：5.4メートル
- 前方部
  - 幅：23.6メートル
  - 高さ：5.2メートル

- 後円部墳頂の祠

## 埋葬施設

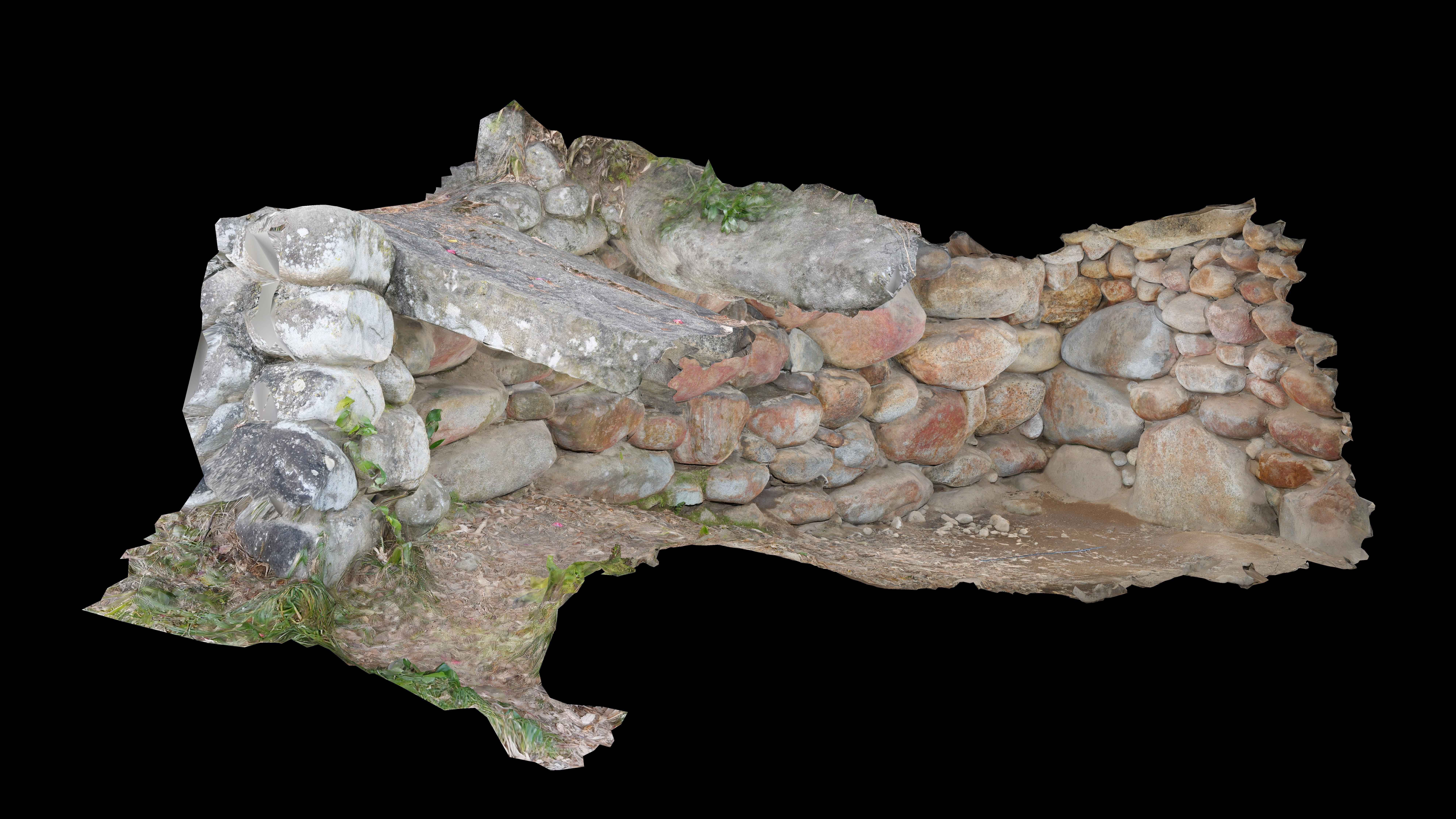
石室パース図

石室展開図

埋葬施設としては後円部において片袖式横穴式石室が構築されており、南方向に開口する。石室の規模は次の通り。
- 石室全長：4.2メートル以上
- 玄室：長さ2.9メートル、幅1.8メートル、高さ1.4メートル
- 羨道：長さ1.3メートル以上、幅1.1メートル、高さ1.2メートル

石室の石材は川原石。石室内面には赤色顔料の塗布が認められる。現在は羨道上部に祠参道の石橋が架けられ、羨道開口部周辺は後世に改変されている。

石室俯瞰図
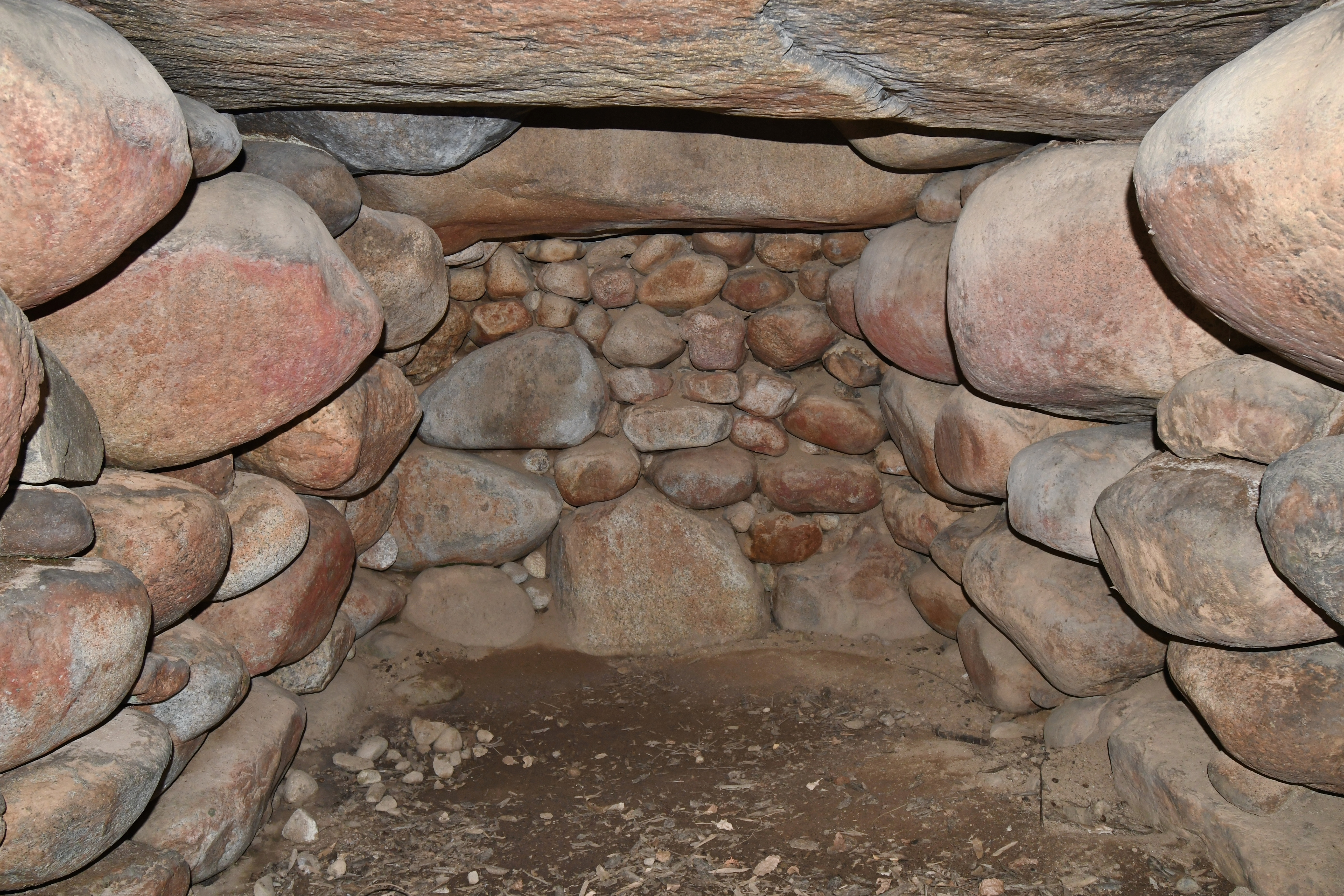
玄室（奥壁方向）
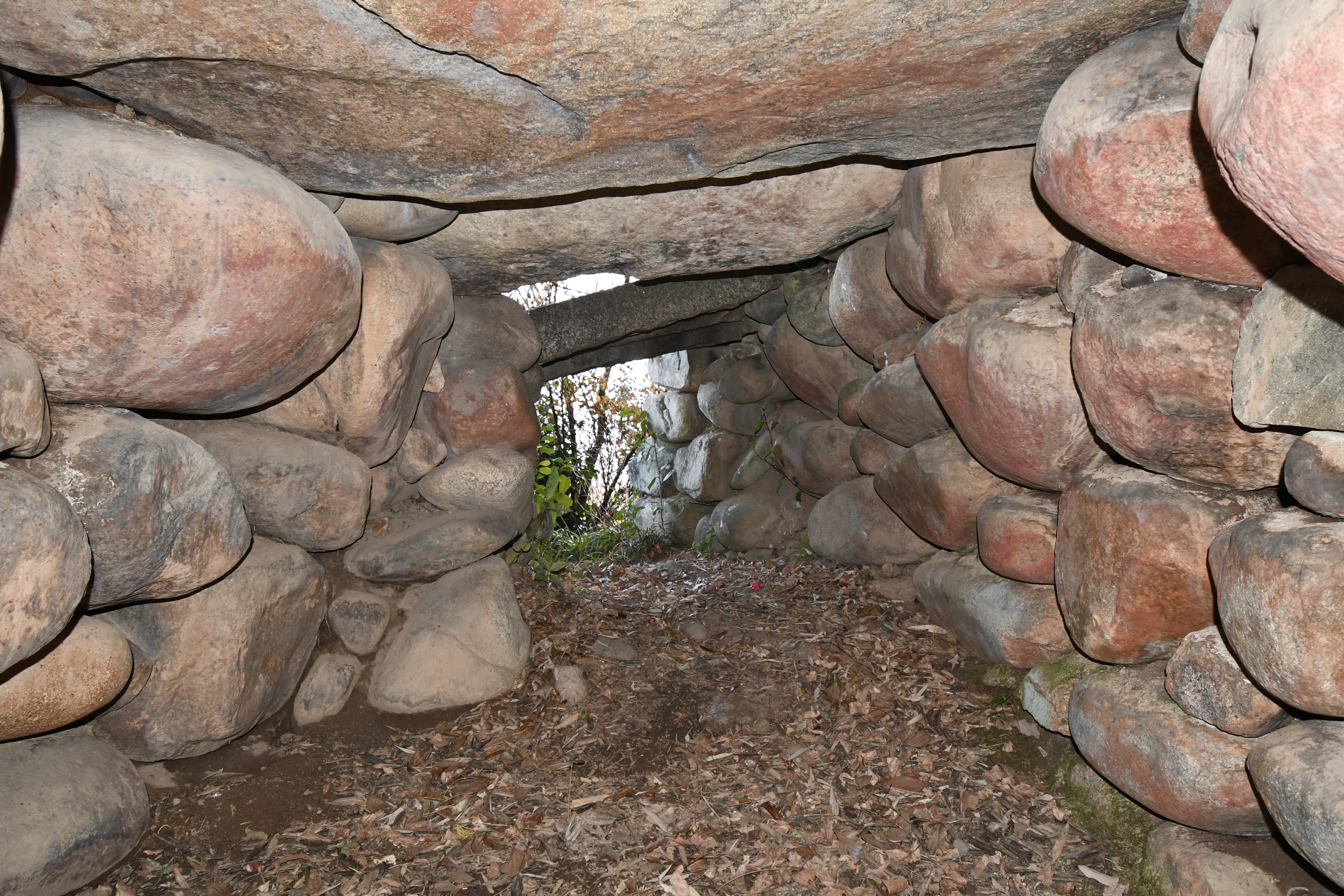
玄室（開口部方向）
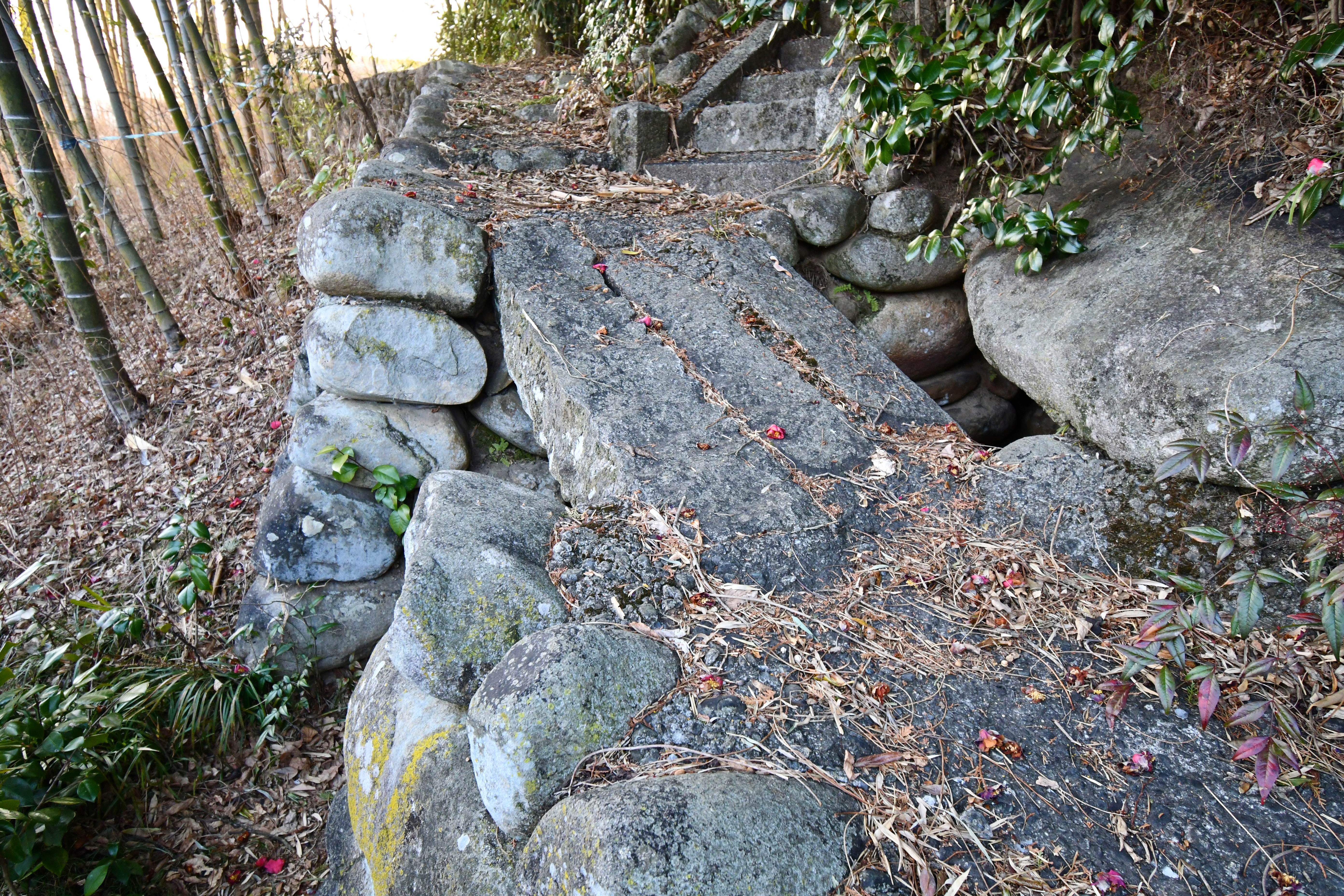
開口部

## 関連文献
（記事執筆に使用していない関連文献）
- 白石太一郎「伊那谷の横穴式石室（一）」『信濃』第40巻第7号、信濃史学会、1988年7月、669-687頁。